# 태평로 (대구)
태평로(太平路)는 대구광역시 중구 달성동과 동인동3가 신천교를 잇는 대구광역시의 도로이다. 대구광역시도 제54호선의 일부를 구성한다.
또한 태평로1가, 태평로2가, 태평로3가는 대구광역시 중구의 법정동이다. 행정동 성내1동, 성내2동, 성내3동의 관할 하에, 태평로1가는 성내1동이 태평로2가와 태평로3가 일부는 성내2동이 태평로3가 일부는 성내3동이 담당하고 있다.

## 주요 경유지
대구광역시
- 중구 (달성동 · 수창동 · 도원동 · 태평로3가 · 태평로2가 · 북성로1가 · 태평로1가 · 교동 · 동인동1가 · 동인동3가)

## 노선
| 이름            | 접속 노선                               | 소재지          | 소재지          | 비고            |
| 북비산로와 직결 | 북비산로와 직결                         | 북비산로와 직결 | 북비산로와 직결 | 북비산로와 직결 |
| --------------- | --------------------------------------- | --------------- | --------------- | --------------- |
| 달성네거리      | 대구광역시도 제57호선 (달성로)          | 대구광역시      | 중구            |                 |
| 태평네거리      | 대구광역시도 제59호선 (서성로)          | 대구광역시      | 중구            |                 |
| 북성공구골목    | 종로                                    | 대구광역시      | 중구            |                 |
| 대구역네거리    | 대구광역시도 제61호선 (중앙대로)        | 대구광역시      | 중구            |                 |
| 교동네거리      | 대구광역시도 제63호선 (공평로)          | 대구광역시      | 중구            |                 |
| 동인네거리      | 대구광역시도 제67호선 (동덕로) (신암로) | 대구광역시      | 중구            |                 |
| 신천교네거리    | 대구광역시도 제11호선 (신천대로)        | 대구광역시      | 중구            |                 |
| 신천교          |                                         | 대구광역시      | 중구            |                 |
| 동부로와 직결   |                                         |                 |                 |                 |

## 법정동
- 태평로1가: 대구역네거리 ~ 교동네거리
- 태평로2가: 종로 진입로 ~ 대구역네거리
- 태평로3가: 달성네거리 ~ 종로 진입로

## 주요 건물 및 시설
- 대한적십자사 대구경북혈액원 (대구광역시 중구 태평로 7)
- 중구보건소 (대구광역시 중구 태평로 45)
- 푸른병원 (대구광역시 중구 태평로 102)
- 대구콘서트하우스 (대구광역시 중구 태평로 141)
- 대구역, 롯데백화점 대구점 (대구광역시 중구 태평로 161)
- 번개시장 (대구광역시 중구 태평로 177-2)
- 동인꽃도매시장 (대구광역시 중구 태평로 233-1)